# Sengai Gibon

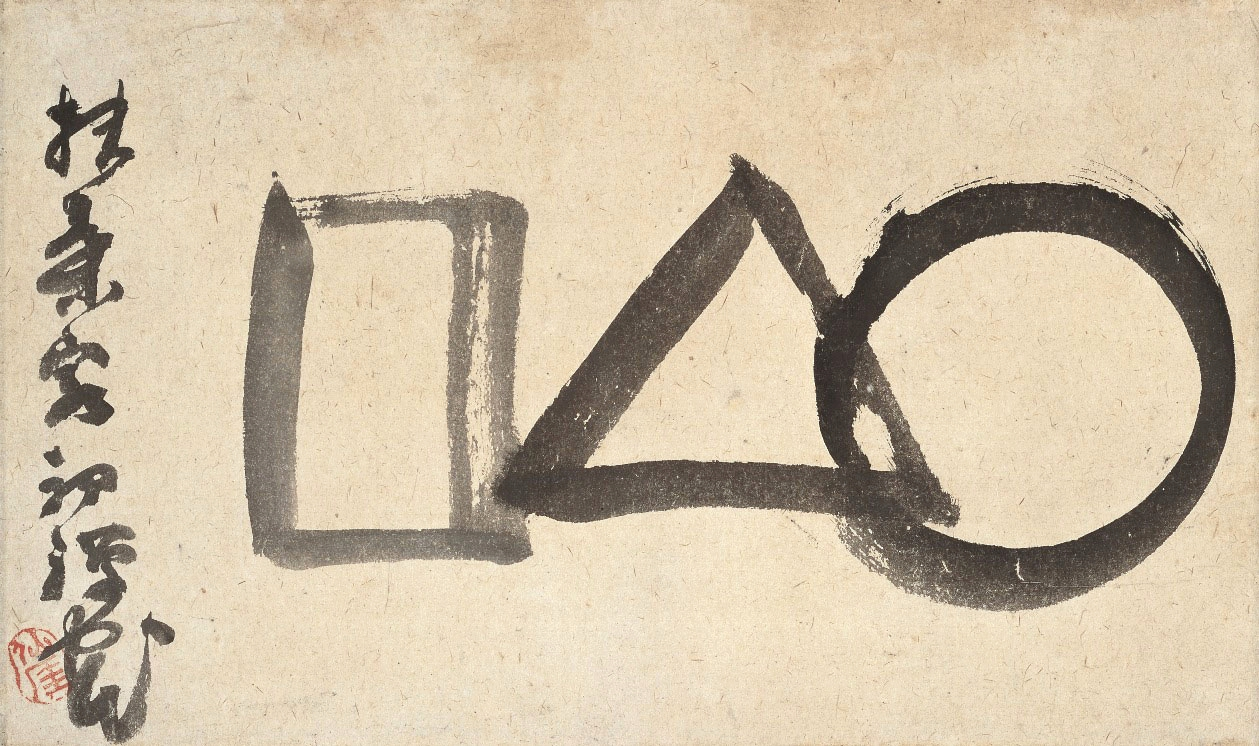
○△□ ou Marusankakushikaku ou O Universo

Sengai Gibon (仙厓 義梵, 1750–1837) foi um monge japonês da escola Rinzai (uma das três principais escolas do budismo zen no Japão, sendo as outras a escola Sōtō e a muito menor escola Ōbaku). Ele era conhecido por seus ensinamentos e escritos controversos, bem como por suas pinturas sumi-ê alegres. Depois de passar metade de sua vida em Nagata, perto de Yokohama, ele se isolou em Shōfuku-ji em Fukuoka, o primeiro templo zen no Japão, onde passou o resto de sua vida.
Embora a seita Rinzai seja particularmente conhecida por seus ensinamentos difíceis de entender, Sengai tentou torná-los acessíveis ao público.

## Obras
Uma de suas pinturas mais notáveis retrata um círculo, um quadrado e um triângulo. Sengai deixou a pintura sem título ou inscrição, exceto por sua assinatura. A pintura é frequentemente chamada de Marusankakushikaku, escrita como "○△□", ou "O Universo" (em inglês, "The Universe"), quando referida nos países ocidentais.

Minha brincadeira com pincel e tinta não é caligrafia nem pintura; ainda assim, pessoas desavisadas pensam erroneamente: isto é caligrafia, isto é pintura.— Sengai Gibon

## Galeria

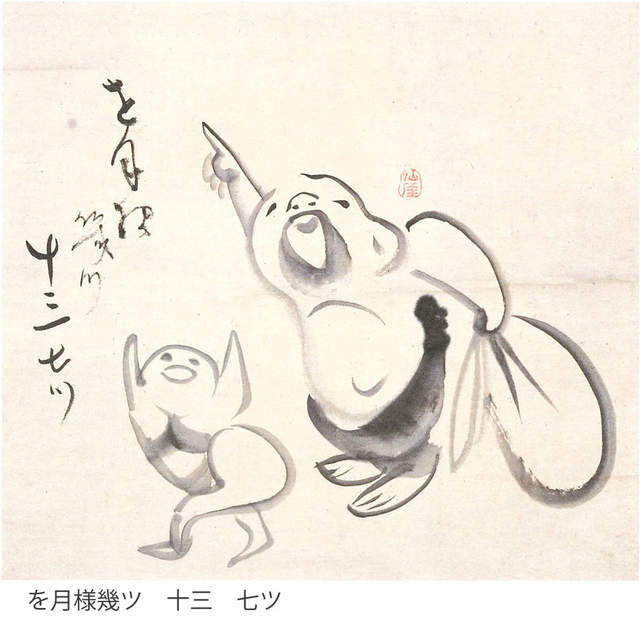
Louvor a Hotei apontando para a lua
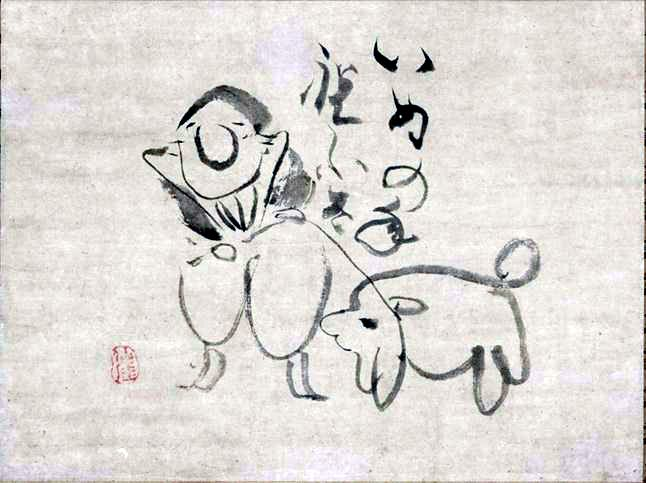
Celebração do Ano do Cão
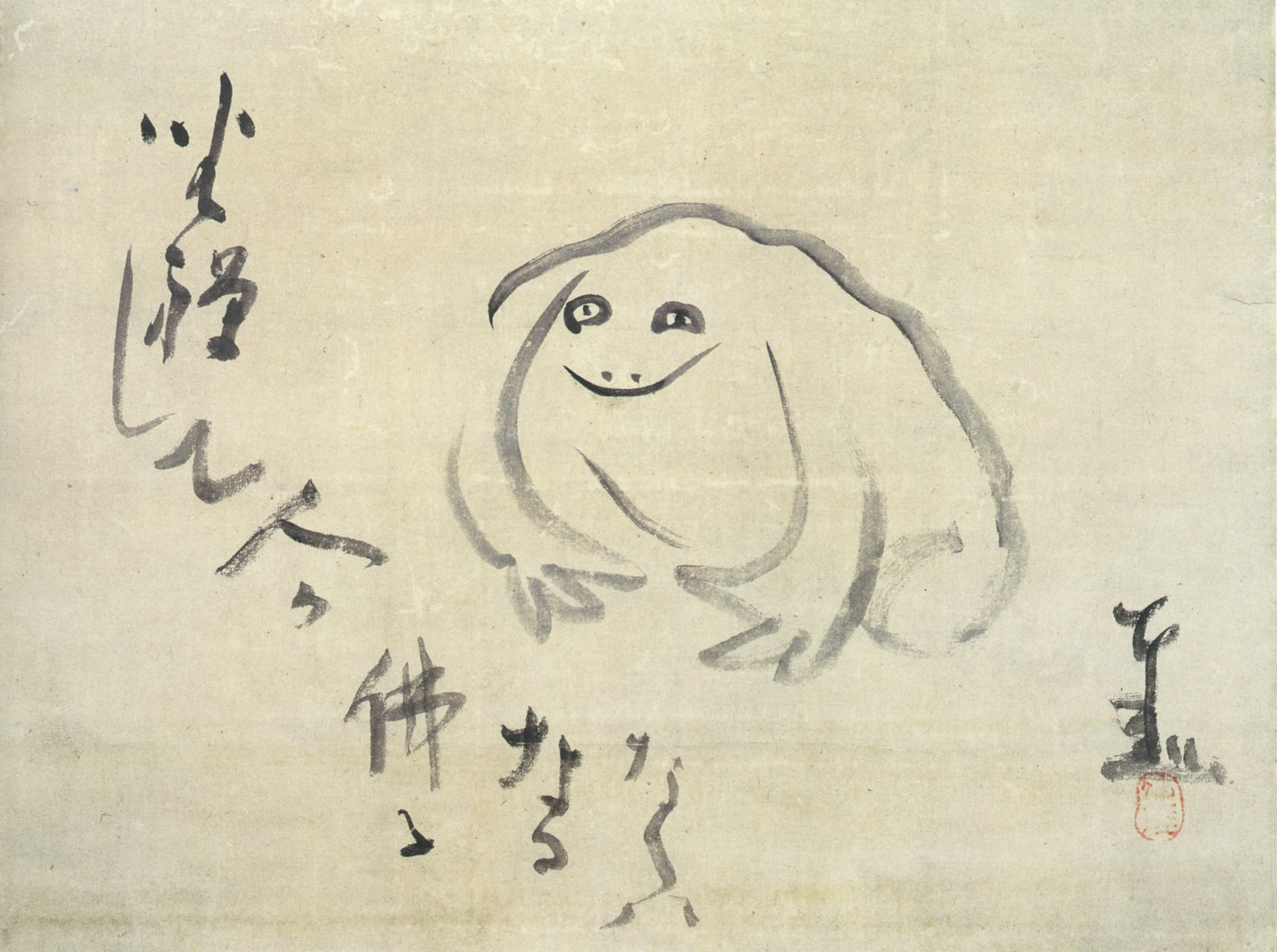
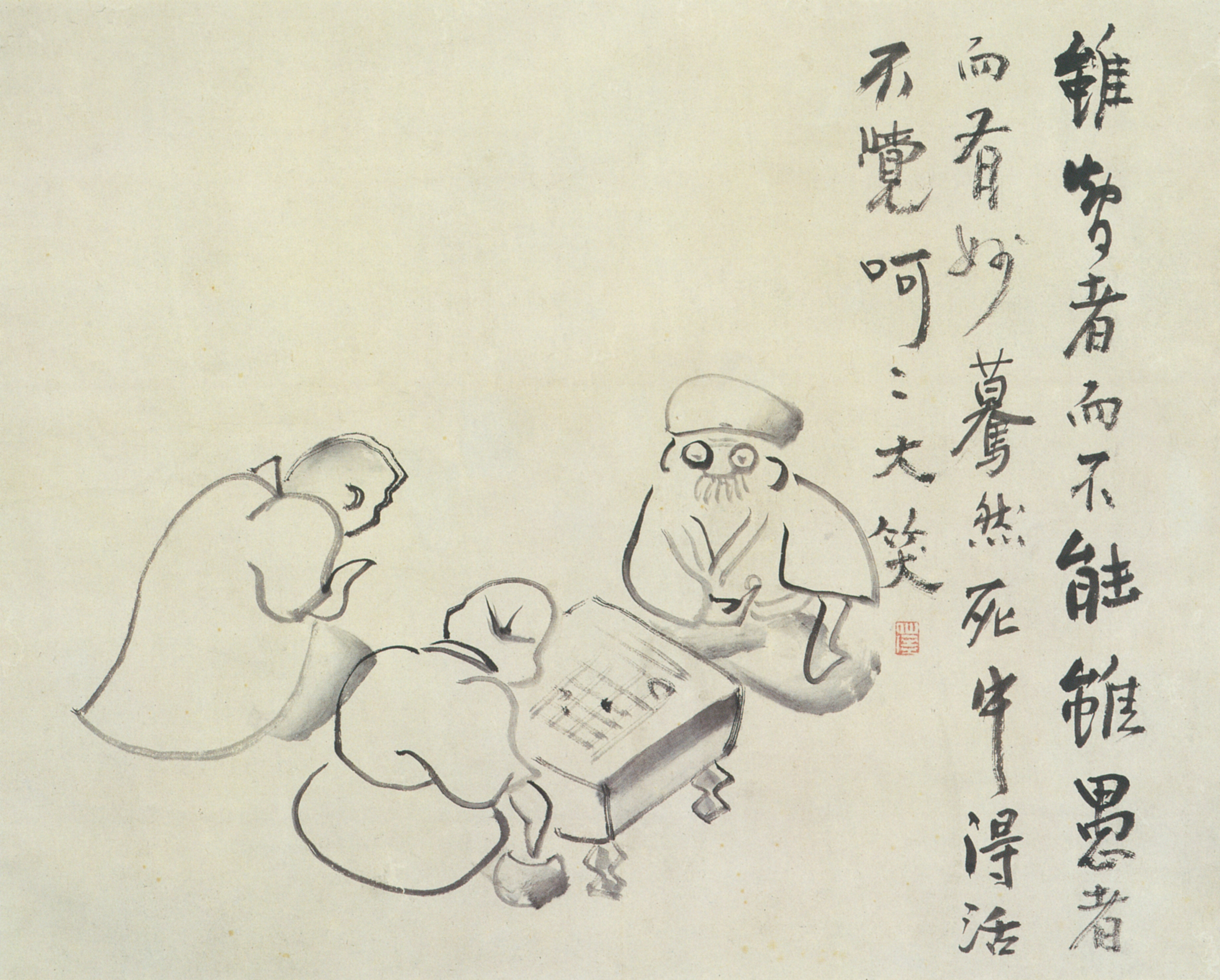
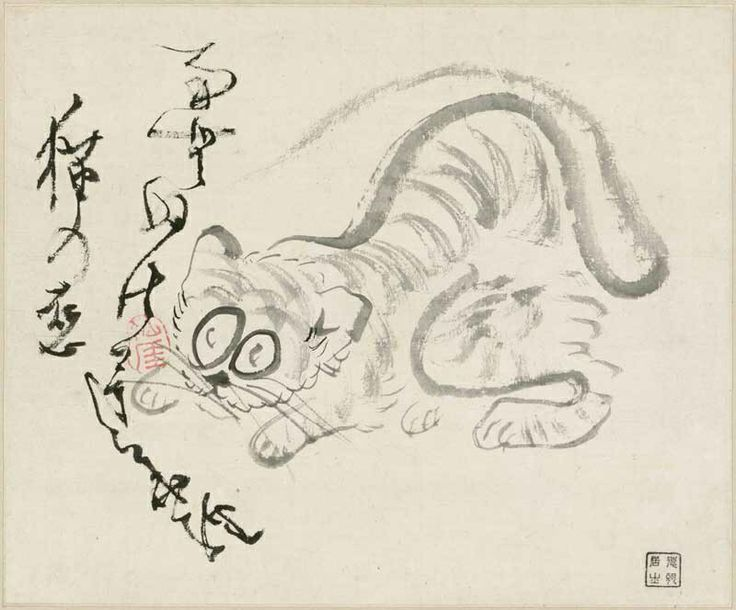
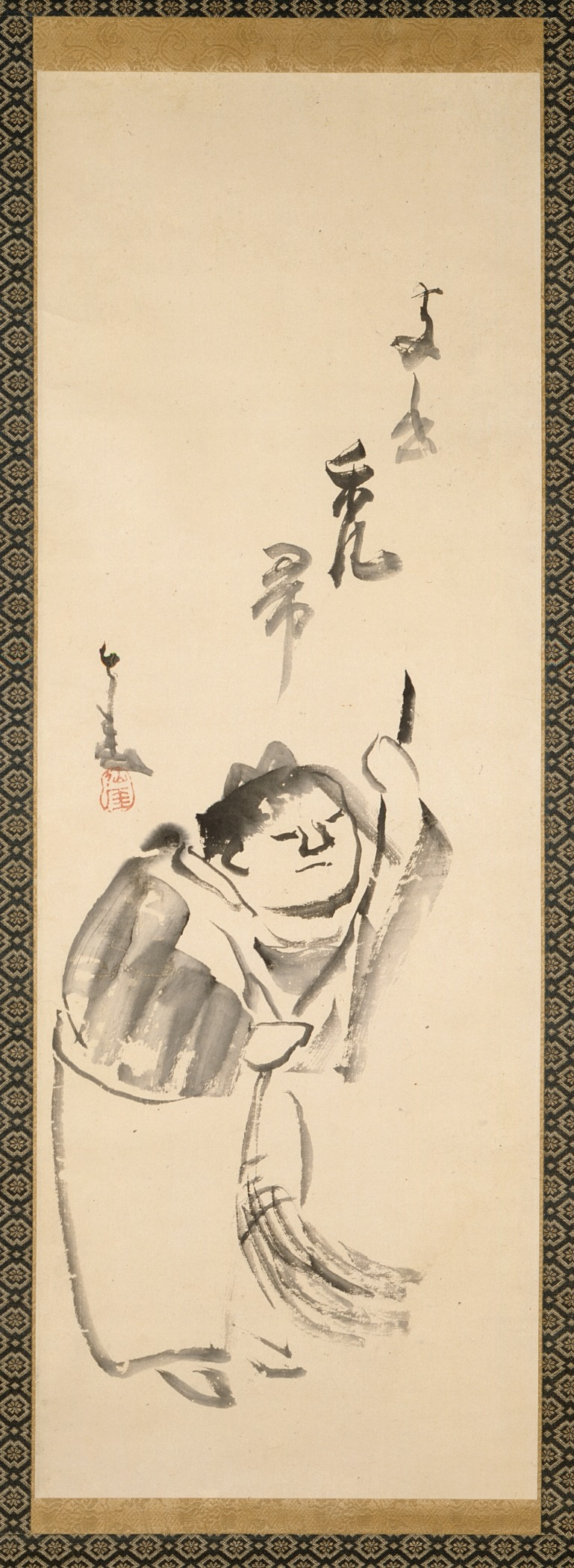